# IAI Nesher
Israel Aircraft Industries Nesher (hebrejsko: נשר, "Jastreb") je izraelska verzija francoskega jurišnika Dassault Mirage 5. Večino letal so pozneje prodali Argentini pod oznako Dagger, kasnejše modernizirane verzije pa pod oznako  Finger.
Izrael je moral nadomestiti okrog 60 letal, ki jih je izgubil med Šestdnevno vojno. Francoski Dassault Aviation je po zahtevi Izralcev razvil jurišnika Mirage 5. Izrael je naročil 50 teh letal, vendar jih Francija zaradi embarga ni dostavila. Izrael je potem nekako dobil načrte za lovca, ki so ga poimenovali "Raam A". Po nekaterih virih naj bi dobil lovce v nesestavljeni obliki od Francoskih letalskih sil, po drugi naj bi dobil samo določene dele.
Izrael je potem na letalo namestil svojo avioniko in orožje. Nesher je bil malo manj manevriren kot Mirage, je pa imel večji dolet in bojni tovor. Zgradili so 51 enosedov Nesher S in še 10 dvosedov Nesher T.
Leta 1978 so ustavili proizvodnjo Nesherjev, osredotočili so se na novega lovca Kfir.

## Specifikacije (IAI Nesher)
Splošne karakteristike
- Posadka: 1
- Dolžina: 15,65 m ()
- Razpon kril: 8,22 m ()
- Višina: 4,25 m ()
- Površina kril: 34,8 m2 ()
- Teža praznega letala: 6600kg ()
- Maks. vzletna teža: 13500kg ()

 Zmogljivost 
- Maks. hitrost: Mach 2,1 (39370ft)
- Doseg: 1300km ()
- Višina leta: 17680 (55775ft)
- Hitrost vzpenjanja: 16400ft/min ()

Oborožitev

Do 4200kg bomb ali drugega tovora; 2x 30mm IAI/DEFA 552 topa v trupu, vsak 140 nabojev